# Parachute Rigger Badge

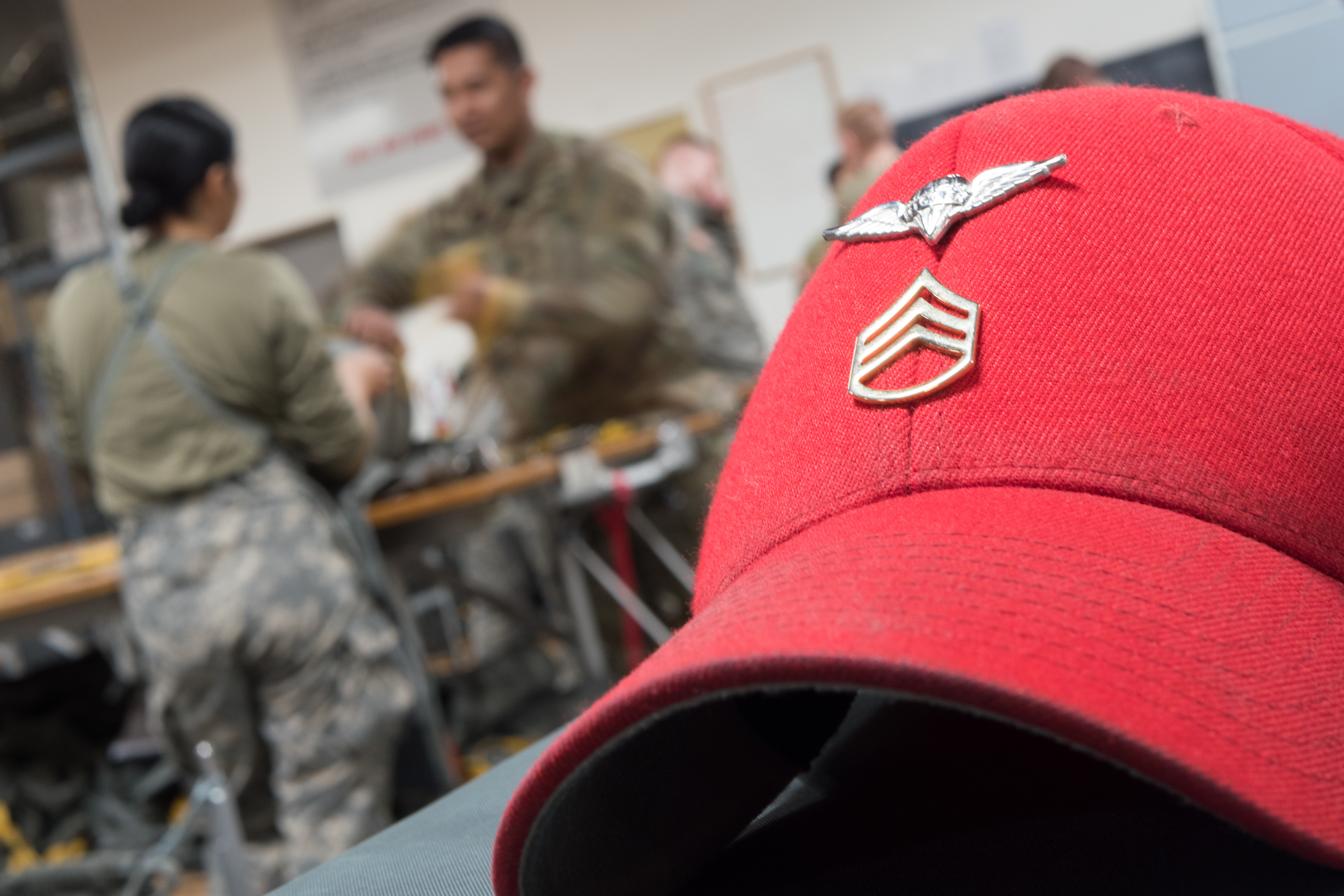
Casquette de l'Armée des États-Unis avec l'insigne de parachutiste et insignes de grade

Le Parachute Rigger Badge (insigne de gréeur de parachutes) est un insigne de qualification militaire de l'US Army (armée de terre) et de l'US Air Force (armée de l'air) des États-Unis qui a été créé en 1948 et officiellement approuvé en juin 1986. Cet insigne est destiné aux militaires, aux adjudants et aux officiers qui ont suivi avec succès les cours de gréeur de parachutes spécifiés par le centre et l'école du Quartermaster (Quartermaster Center and School) de l'Armée américaine,,.

## Histoire
Le premier insigne de parachutiste a été conçu en 1948 par le major Thomas R. Cross et dessiné par le sergent de première classe Ewing de la 11e compagnie de maintenance des parachutistes de la 11e division aéroportée (11th Airborne Division) au camp Schimmelpfennig, à Sendai, au Japon, et a été utilisé pour la première fois lors de l'exercice Swarmer en 1950.
Avant l'adoption officielle de l'insigne, celui-ci avait été porté en vertu de l'autorité du commandant du grand commandement autorisant le port d'insignes conçus localement sur l'uniforme utilitaire.
L'adoption officielle de l'insigne était demandée depuis de nombreuses années par divers responsables de l'intendance. L'adoption s'est faite sur la base d'une demande officielle soumise par M. James S. Emery, analyste militaire, département aéroporté, école d'intendance, en 1983. Emery, anciennement COL Emery, avait été à un moment donné l'officier responsable de l'école des gréeurs. Sous son commandement, l'école a installé les premières femmes instructeurs de gréeurs en 1977 : Deborah Petrie, chargée de la maintenance, Joann Jackson, chargée du conditionnement, et Stacy Kates, chargée du largage. La demande d'Emery a reçu un soutien sans précédent de la part du terrain ; malheureusement, elle a été désapprouvée à l'époque. En 1986, le général Richard H. Thompson, commandant du U.S. Army Materiel Command et officier supérieur du Quartermaster de l'armée, a écrit au chef d'état-major de l'armée pour lui demander de reconsidérer la décision de 1983. Après avoir demandé des commentaires sur le terrain, le général Wickham a approuvé l'insigne des gréeurs de parachutes le 9 juin 1986.

## Admissibilité à l'insigne
Pour pouvoir participer à un cours de gréeur parachutiste et recevoir l'insigne de gréeur parachutiste, il faut d'abord avoir suivi le cours de base de parachutisme à Fort Benning, en Géorgie.
L'insigne est décerné à l'issue d'un cours de gréeur de parachutes tel que spécifié par le centre et l'école de quartermaster de l'Armée américaine. En 1999, l'Armée a autorisé l'attribution rétroactive de l'insigne de gréeur de parachutistes aux personnes ayant exercé des fonctions de gréeur avant mai 1951, mais qui n'ont pas suivi de cours de gréeur de parachutistes au centre et à l'école des quartiers-maîtres de l'armée américaine, situés à Fort Lee, en Virginie.
La première spécialité professionnelle militaire pour les gréeurs de parachutes était la 43E. Par la suite, ceux qui obtiennent l'insigne de gréeur de parachutistes reçoivent soit le code de spécialité professionnelle militaire 92R, soit la désignation de Warrant officer (adjudant) 921A. L'insigne de gréeur de parachutistes peut également être décerné aux officiers, à l'issue du cours d'officier de gestion des livraisons aériennes (Aerial Delivery Management Officer Course - ADMOC), qui obtiennent l'identifiant de compétence supplémentaire 92AR9 ou d'autres cours spécifiés par l'AR 600-8-22.
L'insigne de gréeur de parachutes peut être révoqué lorsque l'insigne de parachutiste est révoqué, lorsqu'un individu refuse un ordre d'effectuer un saut en parachute avec un parachute qu'il a emballé, ou lorsque l'individu prend l'initiative d'une action qui entraîne le retrait de son MOS avant qu'il n'ait accompli 36 mois dans un poste de parachutiste.

## Autorisation de l'armée de l'air
À la mi-2009, le 98th Virtual Uniform Board de l'armée de l'air a annoncé que "les aviateurs qui gagnent et reçoivent l'insigne des gréeurs de parachutistes sont autorisés à le porter en permanence sur toutes les combinaisons d'uniformes. Pour l'uniforme de combat de l'aviateur et l'uniforme de combat, l'insigne sera bleu. Sur l'uniforme de combat dans le désert, la couleur approuvée est le marron. En janvier 2014, l'Armée de l'air a élargi cette décision pour autoriser le port permanent de tout insigne de compétence spéciale décerné par un autre service,,.
Les directives précédentes limitaient le port de l'insigne aux aviateurs attachés aux unités d'arrimeurs de l'Armée de terre. Les plieurs de parachutes de l'Armée de l'air font généralement partie de l'escadron de port aérien d'une escadre ou d'un groupe de transport aérien, où ils préparent les charges pour les largages d'entraînement. D'autres, formés à l'entretien des parachutes de secours des équipages et d'autres équipements des équipages, sont affectés aux sections de soutien à la vie des unités volantes.

## Source
- (en) Cet article est partiellement ou en totalité issu de l’article de Wikipédia en anglais intitulé « Parachute Rigger Badge » (voir la liste des auteurs).